# Syrederivat
Syre-derivater er en gruppe funktionelle grupper i organisk kemi, der formelt er afledt af carboxylsyre. De har 3 bindinger fra et C til et elektronegativt grundstof (O, N, S, Cl, ...) De kan i høj grad omdannes til hinanden. Gruppen omfatter blandt andet:
- Amider
- Nitriler
- Syrechlorider
- Syreanhydrider
- Estere